# Filatelistična zveza Slovenije
Filatelistična zveza Slovenije (kratica FZS) je nevladna in neprofitna organizacija zveze slovenskih filatelističnih društev. Osnovni namen združenja je bogatitev in širjenje filatelističnega znanja v Sloveniji.

## Članstvo
Na podlagi statuta so članice zveze lahko samo filatelistična ali sorodna društva ter druge oblike organiziranosti, katerih včlanjeni posamezniki se ukvarjajo s filatelijo in zbiranjem poštnih znamk. Osebno članstvo v zvezi ni možno.
Članice Filatelistične zveze Slovenije so naslednja društva:
- Društvo zbiralcev »Verigar«, Brežice
- Filatelistično društvo »Oton Župančič«, Črnomelj
- Filatelistično društvo Idrija
- Primorsko numizmatično društvo Ilirska Bistrica
- Filatelistično društvo »Ivan Vavpotič«, Kamnik
- Filatelistični klub Koper
- Filatelistično društvo Kranj
- Filatelistično društvo Krško
- Filatelistično društvo Ljubljana
- Filatelistično društvo Maribor
- Filatelistično društvo Metlika
- Filatelistično društvo Murska Sobota
- Filatelistično društvo Drava, Muta
- Društvo zbiralcev »Ajdovščina - Nova Gorica«, Nova Gorica
- Filatelistično društvo »dr. Franc Marušič«, Nova Gorica
- Filatelistično društvo Novo mesto
- Filatelistično in numizmatično društvo Piran
- Filatelistično društvo Ptuj
- Filatelistično društvo Rače
- Filatelistično društvo Radovljica
- Koroško filatelistično društvo, Ravne na Koroškem
- Filatelistično društvo Sevnica
- Filatelistično društvo Slovenj Gradec
- Filatelistično društvo »Lovro Košir«, Škofja Loka
- Filatelistično društvo Trbovlje
- Slovenski filatelistični klub Lovrenc Košir, Trst
- Filatelistično društvo Žalec

## Mednarodno sodelovanje
Filatelistična zveza Slovenije je zaradi izpolnjevanja svojega poslanstva in vspodbujanja mednarodnega sodelovanja včlanjena v mednarodno svetovno filatelistično zvezo - „Fédération Internationale de Philatélie“ (FIP) in evropsko federacijo filatelističnih zvez - »Federation of European Philatelic Associations« (FEPA). Poleg tega je ena od ustanovnih članic združenja Alpe - Jadran Filatelija, ki združuje filatelistične organizacije iz območja skupnosti Alpe - Jadran.